# Linh thao
Linh thao (gốc Latinh: Exercitia spiritualia, "linh" là tâm linh, "thao" là rèn luyện) là một tập hợp các bài suy niệm, cầu nguyện và thực tập tâm linh Kitô giáo được viết bởi Thánh Inhaxiô nhà Loyola - là một linh mục người Tây Ban Nha, nhà thần học và là người sáng lập ra Dòng Tên. Với bốn chuyên đề theo tuần, linh thao được biên soạn để người tham gia thực hiện trong khoảng thời gian từ 28 đến 30 ngày. Mục đích của linh thao là giúp tham dự viên hiểu biết về Chúa Giêsu trong đời sống của họ, dẫn đưa họ cam kết tin theo và thực hiện lời của Giêsu. Mặc dù linh thao mang căn tính Công giáo nhưng nó cũng có thể được thực hiện bởi người ngoài Công giáo. Linh thao đã chính thức được Giáo hoàng Phaolô III phê chuẩn năm 1548. Nguồn tới https://linhthao.net/